# Stujîțea, Velîkîi Bereznîi
Stujîțea (în ucraineană Стужиця, în română Izvoru Vechi, în maghiară Patakófalu) este o comună în raionul Velîkîi Bereznîi, regiunea Transcarpatia, Ucraina, formată numai din satul de reședință.

## Demografie
Componența lingvistică a comunei Stujîțea
     Ucraineană (99,7%)
     Alte limbi (0,2%)
Conform recensământului din 2001, majoritatea populației comunei Stujîțea era vorbitoare de ucraineană (99,7%), existând în minoritate și vorbitori de alte limbi.